# Magalí Drexel
Magalí Drexel (o Dresel) fue una cancionista y actriz argentina. Su hermana era la también cantante de tangos y actriz Virginia Luque.

## Carrera
Hija de María Emilia, sus tres hermanos fueron José María Domínguez dedicado al comercio, Rocío Domínguez Morillo profesora de historia de arte a cargo por muchos años de la cátedra en la Escuela Nacional de Bellas Artes Manuel Belgrano y escritora, y Virginia Luque, una actriz y cantante argentina de tango conocida en su país como «La estrella de Buenos Aires» por su gran trayectoria como actriz en radio, cine, teatro y televisión y también por haber realizado numerosas grabaciones.
Con su voz distintiva muy similar a la de su hermana pero bajo el género exclusivo del bolero, hizo varias grabaciones de famosos temas que se emitían de lunes a viernes por Radio Belgrano.
En cine incursionó en dos películas, ambas encabezadas por Virginia Luque, figurando en sus películas como Magalí Drexel: La historia del tango en 1949 con dirección de Manuel Romero, y las actuaciones de Virginia Luque, Fernando Lamas y Tito Lusiardo; y La vida color de rosa (1951), dirigida por León Klimovsky Dulfán, junto a Fidel Pintos y Santiago Arrieta.
También se desempeñó como profesora de francés.

## Filmografía[2]
- 1951: La vida color de rosa.
- 1949: La historia del tango.